# Вінстон Богард
Вінстон Ллойд Богард (нід. Winston Lloyd Bogarde, нар. 22 жовтня 1970, Роттердам) — нідерландський футболіст, що грав на позиції захисника. Виступав за національну збірну Нідерландів.
Дворазовий чемпіон Нідерландів. Дворазовий володар Суперкубка Нідерландів. Дворазовий чемпіон Іспанії. Володар Кубка Іспанії з футболу. Переможець Ліги чемпіонів УЄФА. Дворазовий володар Суперкубка УЄФА. Володар Міжконтинентального кубка.

## Клубна кар'єра
У дорослому футболі дебютував 1988 року виступами за команду клубу СВВ, в якій провів два сезони, взявши участь в 11 матчах чемпіонату.
Згодом з 1990 по 2000 рік грав у складі команд клубів «Ексельсіор» (Роттердам), «Спарта», «Аякс», «Мілан» та «Барселона». Протягом цих років двічі виборював титул чемпіона Нідерландів, ставав володарем Суперкубка Нідерландів (також двічі), чемпіоном Іспанії (двічі), володарем Кубка Іспанії з футболу, переможцем Ліги чемпіонів УЄФА, володарем Суперкубка УЄФА, володарем Суперкубка УЄФА, володарем Міжконтинентального кубка.
2000 року перейшов до клубу «Челсі», за який відіграв чотири сезони. Завершив професійну кар'єру футболіста виступами за команду «Челсі» у 2004 році.

## Виступи за збірну
1995 року дебютував в офіційних матчах у складі національної збірної Нідерландів. Протягом кар'єри у національній команді, яка тривала чотири роки, провів у формі головної команди країни 20 матчів.
У складі збірної був учасником чемпіонату Європи 1996 року в Англії, чемпіонату світу 1998 року у Франції.

## Статистика виступів

### Статистика клубних виступів
| Сезон                 | Команда               | Чемпіонат             | Чемпіонат | Чемпіонат | Національний кубок | Національний кубок | Національний кубок | Континентальні кубки | Континентальні кубки | Континентальні кубки | Інші змагання | Інші змагання | Інші змагання | Усього | Усього |
| Сезон                 | Команда               | Ліга                  | Ігор      | Голів     | Ліга               | Ігор               | Голів              | Ліга                 | Ігор                 | Голів                | Ліга          | Ігор          | Голів         | Ігор   | Голів  |
| --------------------- | --------------------- | --------------------- | --------- | --------- | ------------------ | ------------------ | ------------------ | -------------------- | -------------------- | -------------------- | ------------- | ------------- | ------------- | ------ | ------ |
| 1992–93               | «Спарта»              | ЕД                    | 32        | 3         | -                  | -                  | -                  | -                    | -                    | -                    | -             | -             | -             | 32     | 3      |
| 1993–94               | «Спарта»              | ЕД                    | 33        | 11        | -                  | -                  | -                  | -                    | -                    | -                    | -             | -             | -             | 33     | 11     |
| Усього за «Спарту»    | Усього за «Спарту»    | Усього за «Спарту»    | 65        | 14        |                    |                    |                    |                      |                      |                      |               |               |               | 65     | 14     |
| 1994–95               | «Аякс»                | ЕД                    | 14        | 0         | КН                 | 1                  | 0                  | ЛЧ                   | 4                    | 0                    | -             | -             | -             | 19     | 0      |
| 1995–96               | «Аякс»                | ЕД                    | 33        | 2         | КН                 | 2                  | 0                  | ЛЧ                   | 11                   | 0                    | КІ+ЙГС+СУ     | 1+1+2         | 0+0+1         | 50     | 3      |
| 1996–97               | «Аякс»                | ЕД                    | 16        | 4         | -                  | -                  | -                  | ЛЧ                   | 6                    | 0                    | -             | -             | -             | 22     | 4      |
| Усього за «Аякс»      | Усього за «Аякс»      | Усього за «Аякс»      | 63        | 6         |                    | 3                  | 0                  |                      | 21                   | 0                    |               | 4             | 1             | 91     | 7      |
| 1997-січ. 1998        | «Мілан»               | A                     | 3         | 0         | КІ                 | 1                  | 0                  | -                    | -                    | -                    | -             | -             | -             | 4      | 0      |
| січ.-лип. 1998        | «Барселона»           | ПД                    | 19        | 2         | КІ                 | 3                  | 0                  | ЛЧ                   | 2                    | 0                    | СІ+СУ         | -             | -             | 24     | 2      |
| 1998–99               | «Барселона»           | ПД                    | 1         | 0         | КІ                 | 1                  | 0                  | ЛЧ                   | 0                    | 0                    | СІ            | 0             | 0             | 2      | 0      |
| 1999–00               | «Барселона»           | ПД                    | 21        | 2         | КІ                 | 4                  | 0                  | ЛЧ                   | 10                   | 0                    | СІ            | 0             | 0             | 35     | 2      |
| Усього за «Барселону» | Усього за «Барселону» | Усього за «Барселону» | 41        | 4         |                    | 8                  | 0                  |                      | 12                   | 0                    |               | 0             | 0             | 61     | 4      |
| 2000–01               | «Челсі»               | ПЛ                    | 12        | 0         | КА+КЛ              | 0+1                | 0                  | КУЄФА                | 1                    | 0                    | СКА           | 0             | 0             | 11     | 0      |
| 2001–02               | «Челсі»               | ПЛ                    | 0         | 0         | КА+КЛ              | 0                  | 0                  | КУЄФА                | 0                    | 0                    | -             | -             | -             | 0      | 0      |
| 2002–03               | «Челсі»               | ПЛ                    | 0         | 0         | КА+КЛ              | 0+1                | 0                  | КУЄФА                | 0                    | 0                    | -             | -             | -             | 1      | 0      |
| 2003–04               | «Челсі»               | ПЛ                    | 0         | 0         | КА+КЛ              | 0                  | 0                  | ЛЧ                   | 0                    | 0                    | -             | -             | -             | 0      | 0      |
| Усього за «Челсі»     | Усього за «Челсі»     | Усього за «Челсі»     | 12        | 0         |                    | 2                  | 0                  |                      | 1                    | 0                    |               | 0             | 0             | 12     | 0      |
| Усього за кар'єру     | Усього за кар'єру     | Усього за кар'єру     | 184       | 24        |                    | 14                 | 0                  |                      | 34                   | 0                    |               | 4             | 1             | 233    | 25     |

## Досягнення
- Чемпіон Нідерландів:

«Аякс»: 1994–1995, 1995–1996
- Володар Суперкубка Нідерландів:

«Аякс»: 1994, 1995
- Чемпіон Іспанії:

«Барселона»: 1997–1998, 1998–1999
- Володар кубка Іспанії:

«Барселона»: 1997–1998
- Переможець Ліги чемпіонів УЄФА:

«Аякс»: 1994–1995
- Володар Суперкубка УЄФА:

«Аякс»: 1995
«Барселона»: 1997
- Володар Міжконтинентального кубка:

«Аякс»: 1995